# Nicola Pellow
Nicola Pellow est une informaticienne ayant travaillé avec Tim Berners-Lee et Henrik Nielssen. Elle est membre du projet WWW (ou World Wide Web à l'origine) au CERN (Conseil européen pour la recherche nucléaire) qu'elle rejoint en novembre 1990, alors qu'elle étudie les mathématiques à Leicester Polytechnic,. Pendant quelques mois en 1991, son application Line Mode Browser est le moyen le plus accessible de consulter le Web naissant, un des protocoles d'Internet. 

## Histoire
Presque immédiatement après que Tim Berners-Lee a complété la première version de son navigateur (ou fureteur) graphique appelé WorldWideWeb sur la plate-forme NeXT ((« build » le 25 décembre 1990, présenté le 26 février 1991), Pellow fut recrutée par ce dernier pour programmer un navigateur textuel appelé WWW Line Mode Browser, qui pourrait fonctionner sur d'autres systèmes informatiques,, que le NeXT (« build » en janvier 1991, présenté le 8 avril 1991). L'équipe du WWW porte le navigateur sur différents systèmes, de Unix à Microsoft DOS, pour que n'importe qui puisse accéder au Web, qui consiste alors surtout dans le répertoire téléphonique du CERN.
Ce qui a fait la force du WWW est d'être délibérément simple afin de fonctionner sur toutes les plateformes informatiques majeures connues à l'époque et offrir des accès HTTP, FTP et TELNET parmi d'autres. Il est si simple qu'un terminal avec un écran capable de montrer seulement 24 lignes de 80 caractères, sans souris, pouvait le faire fonctionner.
Curieusement, Pellow n'était pas une adepte de la technologie hypertexte. Elle se rappelle avoir peu d'expérience avec les langages de programmation, « ...à part l'utilisation d'un peu de Pascal et de FORTRAN, ce qui faisait partie de mes cours. ».
Elle quitte le CERN à la fin août 1991, mais y retourne après avoir obtenu son diplôme en 1992, et travaille avec Robert Cailliau sur le MacWWW,, un navigateur pour le Mac,.